# 鳴海ゆき
鳴海 ゆき（なるみ ゆき、9月19日 - ）は日本のイラストレーター。血液型はB型。

## 作品リスト

### 小説挿絵
一迅社文庫アイリス
- キスからはじまる契約魔法 少年魔法人形（渡瀬桂子著）
- -淵国五皇子伝-シリーズ（古戸マチコ著）
- メガネ恋。（時海結以著）
- 魔道都の修理屋 あなたのモノにはなりません！（かいとーこ著）
- 誓約のエフェメラ 悪魔伯爵と焔の乙女（朝戸麻央著）

キャラ文庫
- 遊びじゃないんだ!（佐々木禎子著）
- 遺産相続人の受難（鹿住槇著）
- 部屋の鍵は貸さない（池戸裕子著）

コバルト文庫
- 神巫うさぎシリーズ（藤原眞莉著）
- 王宮ロマンス革命シリーズ（藤原眞莉著）
- お師匠さまと雛の魔女シリーズ（香月せりか著）
- 清少納言 梛子シリーズ（藤原眞莉著）
- 姫神さまに願いをシリーズ（藤原眞莉著）
- 夢の痕 美濃姫異伝（藤原眞莉著）

シャレード文庫
- メス花シリーズ（椹野道流著）-※6巻以降
- 好き色センチメンタリズム（坂井朱生著）

B's-LOG文庫
- 王慧の鍵シリーズ（たけうち りうと著）
- 城ゆき姫と囚われの7獣者（尾久山ゆうか著）
- 巣籠の歌姫 -スワンドール奇譚- （剛しいら著）

角川ビーンズ文庫
- 紅玉の契約シリーズ（西本紘奈著）
- 花神遊戯伝シリーズ（糸森環著）
- 死に挑むワルキューレ 紡がれし運命のサーガ（青川志帆著）

その他
- シャーレンブレン物語シリーズ（柚木空著・ルルル文庫）
- ミルナート王国瑞奇譚（和泉統子著・ウィングス文庫）
- 偽りの青薔薇 ―男装令嬢の華麗なる遊戯―（たちばな立花著・アイリスNEO）